# Laura San Giacomo
Laura San Giacomo est une actrice américaine née le 14 novembre 1961 ou 14 novembre 1962 à Hoboken (New Jersey).

## Filmographie

### Cinéma
- 1988 : Rien à perdre (Miles from Home) de Gary Sinise : Sandy
- 1989 : Sexe, Mensonges et Vidéo (Sex, Lies, and Videotape) de Steven Soderbergh : Cynthia Patrice Bishop
- 1990 : Pretty Woman de Garry Marshall : Kit De Luca
- 1990 : Urgences (Vital Signs) de Marisa Silver : Lauren Rose
- 1990 : Mr Quigley l'Australien (Quigley Down Under) de Simon Wincer : Crazy Cora
- 1991 : Ce cher intrus (Once Around) de Lasse Hallström : Jan Bella
- 1991 : Faute de preuves (en) (Under Suspicion) de Simon Moore : Angeline
- 1992 : Break Out (Where the Day Takes You) de Marc Rocco : l'intervieweur
- 1994 : A Touch of Love (Nina Takes a Lover) de Waris Hussein : Nina
- 1995 : Stuart sauve sa famille (Stuart Saves His Family) d'Harold Ramis : Julia
- 1997 : The Apocalypse d'Hubert de La Bouillerie : Goad
- 1997 : Amour, délice et petits plats (Eat Your Heart Out) de Felix O. Adlon : Jacqueline Fosburg
- 1997 : Suicide Kings de Peter O'Fallon : Lydia
- 1998 : Gargoyles: Brothers Betrayed (vidéo) : Fox (voix)
- 1998 : With Friends Like These... (en) de  Philip Frank Messina : Joanne Hersh
- 2001 : A House on a Hill de Chuck Workman : Gaby
- 2005 : Checking Out (en) de Jeff Hare : Flo Applebaum
- 2005 : Jeux de gangs (Havoc) de Barbara Kopple : Joanna Lang
- 2021 : Violet de Justine Bateman : Janice

### Télévision

#### Séries télévisées
- 1994 : Le Fléau (The Stand) : Nadine Cross (mini-série)
- 1994-1996 : Gargoyles, les anges de la nuit (série TV) : Fox / Janine Renard (16 épisodes)
- 1997-2003 : Voilà ! (Just Shoot Me!) : Maya Gallo (149 épisodes)
- 2004 : Snapped (en) : Narrator
- 2005 : Related : Ann Sorelli (épisode pilote)
- 2006 : Veronica Mars : Harmony Chase (saison 3, épisode 4, 6 et 7)
- 2007-2010 : Saving Grace : Rhetta Rodriguez (46 épisodes)
- 2013 : Mentalist : Mme Gottlieb (saison 5, épisode 22)
- depuis 2016 : NCIS : Enquêtes spéciales : Dr Grace Confalone (13 épisodes)
- 2016 : Recovery Road : Gina (saison 1, épisode 10)
- 2018 : Grey's Anatomy : Marjorie Kersey (saison 14, épisode 16)
- 2022-2023 : Super Noël, la série : Befana la sorcière (7 épisodes)

#### Téléfilms
- 1993 : For Their Own Good de Ed Kaplan : Jo Mandell
- 1996 : The Right to Remain Silent (en) de Hubert de La Bouillerie : Nicole Savita
- 2001 : Et Dieu créa Sœur Mary (Sister Mary Explains It All) de Marshall Brickman : Angela DiMarco
- 2001 : Jenifer de Jace Alexander (en) : Jenifer Estess
- 2003 : The Electric Piper de Raymie Muzquiz (en) : Mrs. Robinson (voix)
- 2012 : Liaisons interdites (TalhotBlond) de Courteney Cox : Carol Montgomery